# 小坂行宗
小坂行宗（おざか ゆきむね、生没年不詳）は、室町時代ごろの武士・土豪。織田家臣。実名・前野行宗。今井行宗と表記する資料もいくつかある。尾張国柏井城(吉田城)二代目城主。

## 人物
行宗は、尾張国の土豪・前野家の前野正俊の子に生まれる。初め前野行宗と名乗る。父・俊平は今井正俊とも名乗っていたが、行宗が元服した際はまだ前野姓であったとされる。のちに尾張国柏井城(吉田城)初代城主・小坂吉政の娘を妻とし、吉政の養子となったため小坂行宗を名乗った。この吉政は、初め山名家の家臣であったが、応仁の乱の頃に京都へ行って織田敏定の家臣となり、尾張国に移った。この影響で行宗も織田家に仕えたとされている。行宗は養父・小坂吉政の建てた奉行所(柏井城)を改修し、二代目城主となった。子の小坂吉俊には妙善という娘がおり、妙善は行宗の一族である前野宗康(織田信安家老)の妻となり小坂雄吉を生んだ。

## 氏族
行宗の生まれた家である前野家は、桓武天皇の子の良岑安世を始祖とする良岑氏の系統で、良岑高成(原高成)の子である良岑（前野）高長もしくはその曽孫である前野時綱が尾張国丹羽郡前野村（現在の愛知県江南市前野町〜大口町辺り）に移り住んで前野を名乗ったのが始まりとされている。

## 系譜
前野宗義（前野家7代目当主） ー 前野俊氏（今井俊氏） ー 前野正俊（今井正俊） ー 前野行宗(小坂行宗)